# Wish (chanson)
Pour les articles homonymes, voir Wish.
Singles de Nine Inch Nails
Happiness in Slavery
(1992) March of the Pigs
(1994)
Wish est un single du groupe musical Nine Inch Nails tiré de l'album Broken.